# Parc national de Saddle Peak
Le parc national de Saddle Peak est un parc national situé dans les îles Andaman-et-Nicobar en Inde. Il couvre une superficie de 85 km2.

## Faune

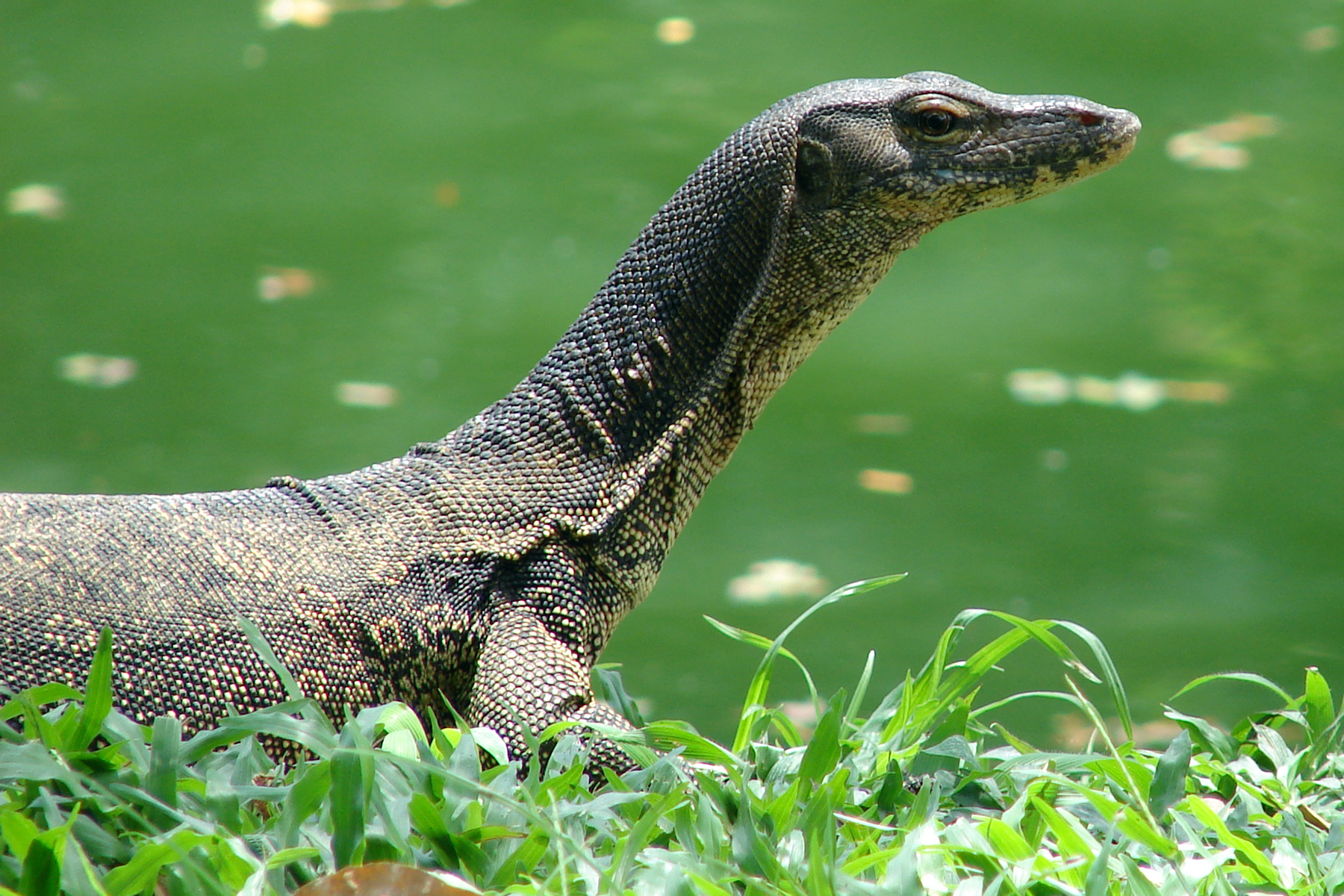
Varan malais (Varanus salvator)

On y trouve entre autres le varan malais et Sus sorofa andamanensis, une espèce de sanglier endémique des îles Andaman.